# Dolichopeza (Dolichopeza) longifurca
Dolichopeza (Dolichopeza) longifurca is een tweevleugelige uit de familie langpootmuggen (Tipulidae). De soort komt voor in het Australaziatisch gebied.